# 니키포로스 3세 보타니아티스
니키포로스 3세 보타니아티스(Νικηφόρος Γ' Βοτανειάτης, 1001년 – 1081년)는 1078년부터 1081년까지 동로마 황제였다.
니키포로스는 소아시아의 유력한 군사 귀족 출신으로 콘스탄티누스 10세 및 로마누스 4세 황제 시기에 제국의 장군으로 복무했다. 미하일 7세 황제 때에는 아나톨리아의 총독으로 있었는데 1078년 수도 콘스탄티노폴리스에서 미하일 황제에 대한 폭동이 일어나자 셀주크 투르크와 연합하여 반란을 일으켰다. 같은 시기 제국의 서방에서도 니키포로스 브리엔니스 장군이 반란을 일으켰는데 브타네이아테스가 3월 24일 콘스탄티노폴리스를 장악하고 미하일은 폐위되어 수도원으로 들어갔다. 니키포로스는 젊고 유능한 장군 알렉시오스 콤니노스의 도움으로 제위 경쟁자인 브리엔니스를 물리쳤고 단독으로 권력을 잡았다.
한편 그의 치세 동안 셀주크 투르크는 점점 소아시아에서 영토를 넓혔고 반란이 이어졌다. 니키포로스는 점점 백성들의 인기를 잃었는데 전임 황제 미하일의 아름다운 아내 마리아를 자신의 황후로 삼았고 미하일의 아들 콘스탄티누스 두카스를 제위에서 배제하였기 때문이었다. 즉위 당시 벌써 70의 고령이었던 니키포로스는 국고를 탕진하고 물가 상승을 막지 못했다.
1080년 니키포로스 멜리세노스가 반란을 일으켰는데 이때 젊은 장군 알렉시오스가 진압했다. 또한 남부 이탈리아의 노르만족 로베르토 기스카르가 어린 콘스탄티노스의 보호자를 자처하며 제국을 공격해왔다. 결국 니키포로스는 힘을 잃고 1081년 알렉시오스에게 제위를 양위하고 수도원으로 들어갔고 그해 죽었다.